# Друэн, Джонатан
Джо́натан Друэ́н (фр. Jonathan Drouin; 28 марта 1995, Сент-Агат-де-Мон, Квебек, Канада) — канадский хоккеист, левый нападающий клуба Национальной хоккейной лиги «Нью-Йорк Айлендерс».
Юниорскую карьеру провёл в Главной юниорской хоккейной лиге Квебека, где на протяжении трёх сезонов играл в составе «Галифакс Мусхэдз». На драфте НХЛ 2013 года был выбран в 1-м раунде под общим 3-м номером клубом «Тампа-Бэй Лайтнинг».
На юниорском уровне в 2013 году стал обладателем нескольких индивидуальных наград QMJHL: «Мишель Бриер Мемориал Трофи», «Поль Дюмон Трофи», «Майк Босси Трофи» и «Ги Лафлёр Трофи». Также был назван лучшим игроком года Канадской хоккейной лиги. Помимо личных призов в составе «Галифакса» выиграл Президентский кубок QMJHL и главный трофей CHL — Мемориальный кубок. После драфта НХЛ подписал контракт с «Тампа-Бэй», однако по итогам предсезонных сборов не закрепился в составе команды. Руководство «Лайтнинг» в конце сентября 2013 года приостановило действие соглашения и отправило его в QMJHL. Дебютировал в НХЛ только в сезоне 2014/15.
На международном уровне в составе молодёжной сборной Канады дважды принимал участие в чемпионатах мира среди игроков не старше 20 лет: в 2013 и 2014 годах. Оба раза на турнирах канадцы заняли итоговое 4-е место.

## Детство и юность
Родился в семье Сержа Друэна и Бриджитт Дюфур. Интерес к хоккею у Друэна появился в два года, и тогда родители купили ему первую клюшку. Чтобы маленький Джонатан, обучаясь хоккейным навыкам, не разбил что-нибудь, Серж и Бриджитт вместо шайбы в качестве спортивного снаряда изначально давали сыну играть с оранжевым шаром из пенопласта. Друэн не любил кататься на коньках, из-за чего до семи лет не умел самостоятельно стоять на них. Без катания хоккей для него на протяжении пяти лет фактически оставался лишь увлечением, однако Джонатан очень полюбил этот вид спорта, и в свободное время развивал ловкость рук, а также сам обучался технике владения шайбой. Импровизированной тренировочной площадкой для Друэна служил подвал собственного дома, а вместо шайб он использовал мячи для гольфа. Кумирами детства будущего хоккеиста были многолетние лидеры клуба «Колорадо Эвеланш» Джо Сакик и Петер Форсберг.
Уговорить Джонатана встать на коньки сумел только его отец, который убедил сына, что тот никогда не станет хоккеистом, если не научится кататься. Родители Джонатана приняли решение отдать своего ребёнка в детскую команду «Мон-Тремблан». Зимой 2002 года на открытом катке в Юбердо — соседняя с Сент-Агат-де-Моном деревня, где находилась хоккейная школа — Друэн сделал первые шаги на коньках. С самых первых тренировок Джонатан отличался большим усердием и проводил на льду без перерыва по несколько часов подряд. После двух лет, проведённых в «Мон-Тремблане», Друэн начал играть в системе команды «Лак-Сан-Луи Лионс». «Лионс» базировались в городе Доллар-де-Ормо, который расположен в нескольких километрах от Монреаля, поэтому Серж и Бриджитт ради сына приняли решение переехать из Сент-Агат-де-Мона в пригород самого крупного населённого пункта провинции Квебек. Благодаря хорошо развитым ловким рукам, а также уверенному контролю шайбы, Друэн в 14 лет выделялся среди своих сверстников на льду и в этом возрасте впервые был замечен скаутами команд Национальной хоккейной лиги (НХЛ). В системе «Лак-Сан-Луи Лионс» Джонатан играл на протяжении семи лет, пока в 2011 году не начал юниорскую карьеру в Главной юниорской хоккейной лиге Квебека (QMJHL).

## Юниорская карьера

### Драфт QMJHL и первый сезон в юниорской лиге
Выступая на зимних Канадских играх 2011 года, где в составе сборной Квебека стал серебряным призёром турнира, Джонатан своей игрой привлёк внимание Кэма Расселла, генерального менеджера юниорского клуба «Галифакс Мусхэдз». Расселл увидел у нападающего большой потенциал и захотел, чтобы он непременно начал играть в составе «Галифакса». На драфте QMJHL 2011 года «Мусхэдз» выбрали Друэна в 1-м раунде под общим 2-м номером. В том же 2011 году клуб «Дубук Файтинг Сэйнтс», представляющий Хоккейную лигу США, на драфте выбрал нападающего в 3-м раунде под общим 43-м номером. Поскольку Джонатана задрафтовали сразу два разных юниорских клуба, ему предстояло сделать выбор в пользу одного из них. Выступление в составе «Дубук Файтинг Сэйнтс» позволяло Друэну сохранить статус любителя, что в дальнейшем давало возможность играть за одну из команд Национальной ассоциации студенческого спорта (NCAA), а значит учиться в колледже или университете. С другой стороны QMJHL является одной из самых сильных юниорских лиг Северной Америки, и, играя за «Галифакс Мусхэдз», нападающий как будущий профессиональный хоккеист мог рассчитывать на большие перспективы. Друэн принимал решение в течение шести месяцев, и в этот период продолжал играть за «Лак-Сан-Луи Лионс» в первенстве среди команд старшей возрастной группы Любительской хоккейной ассоциации Квебека. Помимо «Дубука» интерес к нападающему проявляли две команды из NCAA: «Бостон Иглз» и «Норт-Истерн Хаскиз», — однако в итоге Джонатан сделал выбор в пользу «Мусхэдз».
Дебют Друэна в QMJHL состоялся 13 декабря 2011 года, во встрече с командой «Акади-Батерст Тайтан». Уже в первом матче за «Галифакс» Джонатан сумел записать на свой счёт первые очки в лиге, которые заработал за две результативные передачи. Дебютную шайбу в составе «Мусхэдз» нападающий забросил спустя месяц, 12 января 2012 года, в игре против «Дрюммонвилль Вольтижерс».
По итогам регулярного сезона 2011/12 «Галифакс» сумел попасть в число 16 команд, которые продолжили борьбу за Президентский кубок QMJHL. «Мусхэдз» дошли до третьего раунда плей-офф, где в серии из 6 матчей проиграли борьбу за выход в финал «Римуски Осеаник». В играх плей-офф нападающий продемонстрировал неплохую результативность и с 26 баллами занял второе место в списке бомбардиров «Галифакса».

### Обладатель Мемориального кубка
Начиная с первых игр сезона 2012/13, Друэн стал регулярно отличаться в матчах за свою команду набранными очками. 27 октября, во встрече против «Шикутими Сагенинс», хоккеист оформил первый хет-трик в QMJHL. Продемонстрировав высокую результативность, Друэн к концу октября оказался в числе лидеров среди бомбардиров в «Галифаксе».
Джонатан в декабре получил приглашение в молодёжную сборную Канады для участия начемпионате мира среди хоккеистов не старше 20 лет. Незадолго до отъезда в тренировочный лагерь своей сборной Друэн оформил ещё один хет-трик в QMJHL. Второй раз за свою юниорскую карьеру Джонатан сумел трижды точными бросками в одной игре поразить ворота соперника 8 декабря, в матче против «Акади-Батерст Тайтан». Вернувшись в Северную Америку после завершения молодёжного чемпионата мира, нападающий принял участие в Матче всех звёзд CHL, который ежегодно проводится под эгидой Канадской хоккейной лиги (CHL) среди перспективных участников драфта НХЛ, выступающих в трёх крупнейших канадских юниорских хоккейных лигах: Главной юниорской хоккейной лиге Квебека, Западной хоккейной лиге и Хоккейной лиге Онтарио. Друэн оказался в числе игроков «Сборной Черри» и в матче вышел на лёд в качестве альтернативного капитана команды.
Выступая за молодёжную канадскую сборную, Джонатан не играл в QMJHL на протяжении месяца, однако к окончанию первой половины регулярного чемпионата он смог записать в свой актив 51 результативный балл. 12 февраля, во встрече с «Пи-И-Ай Рокет», поразив тремя точными бросками ворота соперника, Друэн оформил очередной хет-трик в QMJHL. 11 марта, во встрече с «Акади-Батерст Тайтан», нападающий заработал 3 очка, которые позволили ему преодолеть отметку в 100 результативных баллов в сезоне. С ноября 2012 года Джонатан в течение 29 игр подряд не покидал хоккейную площадку без набранных очков, что в концовке чемпионата дало ему возможность претендовать на «Жан Беливо Трофи». Однако Друэн со 105 очками в итоге не смог обойти в гонке бомбардиров лиги лидера Бена Даффи, который заработал 110 результативных баллов.
Хотя Джонатан и не получил «Жан Беливо Трофи», но по итогам чемпионата он стал обладателем трёх других индивидуальных наград QMJHL: «Мишель Бриер Мемориал Трофи», «Поль Дюмон Трофи» и «Майк Босси Трофи». Нападающего также включили в первую Сборную всех звёзд Главной юниорской хоккейной лиге Квебека. Кроме того, Друэн был назван лучшим игроком года CHL. «Мусхэдс» же с первого места в турнирной таблице QMJHL вышли в плей-офф Президентского кубка 2013, где, обыграв по очереди «Сент-Джон Си Догз», «Гатино Олимпикс» и «Руэн-Норанда Хаскис», дошли до финала. В финальной серии «Галифакс» со счётом 4:1 одержал победу над «Бэ-Комо Драккар» и стал обладателем Президентского кубка. Нападающий по итогам плей-офф оказался самым результативным хоккеистом по набранным очкам и голевым передачам, за что получил «Ги Лафлёр Трофи».
«Мусхэдз» как сильнейшая команда сезона 2012/13 в QMJHL получили право побороться за главный трофей Канадской хоккейной лиги — Мемориальный кубок. На турнире «Галифакс» вышел в финал, где со счётом 6:4 одержал победу над «Портленд Уинтерхокс» и впервые в своей истории получил Мемориальный кубок.

### Драфт НХЛ
Джонатан пропустил первую половину чемпионата 2011/12 в QMJHL, а во второй практически никак не проявил себя в матчах за «Галифакс», поэтому высокая результативность нападающего в чемпионате 2012/13 оказалась неожиданностью для хоккейных экспертов. Друэн во втором сезоне выступления за «Мусхэдз» стал одним из лидеров атаки команды, вокруг которого строилась игра в нападении «Галифакса». В итоговом рейтинге североамериканских полевых хоккеистов, составленном Центральным скаутским бюро НХЛ, нападающий занял третье место, вслед за Сетом Джонсом и партнёром по «Галифаксу» Натаном Маккиннаном. Сет считался главным фаворитом среди новичков, однако эксперты не исключали, что либо Джонатан, либо Натан станут 1-м номером драфта 2013 года. В число лидеров среди молодых хоккеистов также вошёл Александр Барков, занявший первое место в рейтинге международных игроков. Согласно результатам лотереи, где определялся порядок выбора клубами новичков, первый драфтпик получил «Колорадо Эвеланш», второй — «Флорида Пантерз», а третий — «Тампа-Бэй Лайтнинг». Руководство и тренерский штаб «Колорадо» за неделю до начала процедуры драфта объявили, что определились, кто из юных хоккеистов окажется в числе игроков «Эвеланш». Им в итоге оказался Маккиннон, который стал 1-м номером драфта. «Пантерз» также, как и «Колорадо», предпочли сделать выбор в пользу игрока атакующей линии и под общим 2-м номером задрафтовали габаритного центрального нападающего Баркова. Права на Друэна, считавшегося лучшим крайним игроком нападения среди новичков, получил клуб «Тампа-Бэй Лайтнинг», а Джонс — главный фаворит драфта, был выбран только под 4-м номером «Нэшвилл Предаторз».

### Несостоявшийся дебют за «Тампа-Бэй Лайтнинг»
5 июля 2013 года Джонатан подписал свой первый профессиональный контракт с клубом «Тампа-Бэй Лайтнинг». Согласно финансовым условиям соглашения зарплата нападающего устанавливалась в размере 925 тысяч долларов за сезон, а сам договор был рассчитан сроком на 3 года. Спустя несколько дней после подписания контракта с «Тампа-Бэй» Друэн отправился в расположение тренировочного лагеря своей новой команды. На сборах хоккеист проявил себя с хорошей стороны, однако после завершения всех предсезонных матчей руководство и тренерский штаб «Лайтнинг» пришли к выводу — Друэн не готов к выступлению в НХЛ. «Молнии» посчитали, что у Джонатана не достаточно опыта, а предоставить необходимое количество игрового времени, которое было необходимо талантливому нападающему для реализации потенциала, они не могли и в итоге приняли решение отправить Друэна в QMJHL. Джонатан имел подписанный контракт с «Тампа-Бэй», но согласно правилам лиги клуб мог в одностороннем порядке отложить вступление в силу соглашения с новичком, если тот сыграл за команду менее 10 игр в сезоне. «Молнии» воспользовались вышеуказанным пунктом правил, и в конце сентября объявили, что Друэн будет играть в составе «Мусхэдз». Среди первых шести новичков, выбранных на драфте 2013 года, нападающий оказался единственным хоккеистом, не сумевшим закрепиться в составе клуба НХЛ в сезоне 2013/14.
Свой последний сезон в QMJHL Джонатан провёл в качестве одного из альтернативных капитанов «Галифакса». 15 ноября, во встрече с «Шарлоттаун Айлендерс», поразив тремя точными бросками ворота соперника, нападающий оформил четвёртый хет-трик в юниорской карьере. На протяжении всего регулярного чемпионата 2013/14 Друэн показывал высокую результативность, и в его концовке он сумел преодолеть отметку в 100 баллов. Матч против команды «Кейп-Бретон Скриминг Иглз», состоявшийся в последний игровой день чемпионата, 15 марта 2014 года, стал для Джонатана самым результативным по набранным очкам за всё время выступления в «Мусхэдз». Забросив шайбу и отдав партнёрам по команде 6 голевых передач, нападающий в сумме записал в свой актив 7 очков.
По итогам регулярного сезона Друэн заработал 108 очков (29 шайб и 79 передач), которые позволили ему стать не только лучшим бомбардиром в «Галифаксе», но и сделать прошедший чемпионат самым результативным в его юниорской карьере. Хоккеист также оказался лучшим ассистентом среди всех игроков Главной юниорской хоккейной лиги Квебека. Джонатан второй год подряд был номинирован на «Мишель Бриер Трофи», однако по результатам решающего голосования приз получил другой игрок — Энтони Манта. Хотя Друэн не сумел получить ни одной индивидуальной награды, но ему удалось попасть в первую Сборную всех звёзд QMJHL. «Мусхэдз» сумели попасть в число 16 команд, продолживших борьбу за Президентский кубок, однако в третьем раунде плей-офф «Галифакс» в упорной борьбе проиграл серию «Валь-д'Ор Форёрз» со счётом 3:4. В плей-офф 2014 нападающий в матчах за свою команду регулярно отличался набранными очками и в итоге стал лучшим бомбардиром и лидером по голевым передачам среди всех хоккеистов.

## Карьера в НХЛ

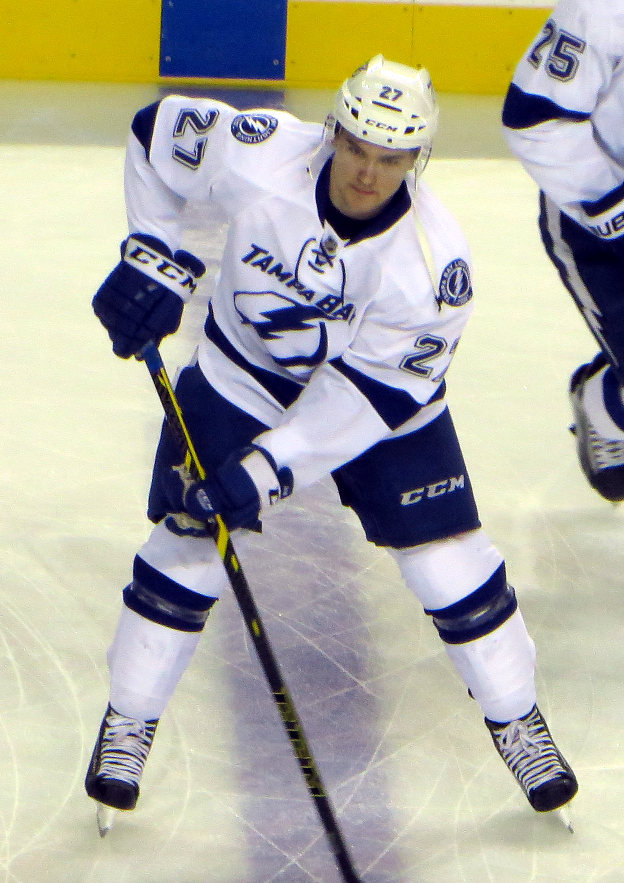
Друэн в игре за «Тампа-Бэй Лайтнинг» в октябре 2014 года

Друэн, проведший сезон 2013/14 в «Мусхэдз» на высоком уровне, летом 2014 года получил приглашение в тренировочный лагерь для новичков, организованный «Лайтнинг». Сам Джонатан рассчитывал, что по итогам предсезонных сборов и матчей сумеет закрепиться в составе «Тампа-Бэй». На тренировках в межсезонье Друэн показал, что за год выступления в «Галифаксе» он добился большого прогресса и набрался необходимого опыта. Своей игрой нападающий сумел убедить руководство и тренерский штаб «Лайтнинг» в готовности выступать в сильнейшей североамериканской хоккейной лиге.
На одной из тренировок в конце сентября Джонатан сломал большой палец правой руки. Полученная травма, из-за которой Друэн не мог играть на протяжении четырёх недель, не позволила нападающему провести первый матч за «Лайтнинг» на старте сезона 2014/15. После завершения восстановительного периода, чтобы набрать оптимальную форму, тренерский штаб команды отправил Джонатана в Американскую хоккейную лигу (АХЛ), выступать за фарм-клуб «Тампа-Бэй» — «Сиракьюз Кранч». Друэн отыграл всего 2 матча в АХЛ, где не только дебютировал, но и заработал на профессиональном уровне первые очки. 19 октября нападающий был отозван обратно в состав «Лайтнинг», и 20 октября 2014 года, во встрече с командой «Эдмонтон Ойлерз», состоялся дебют хоккеиста в НХЛ. 21 октября, в игре против «Калгари Флэймз» Друэн записал в свой актив первый результативный балл в матчах за «Тампа-Бэй». Спустя три дня, во встрече против «Виннипег Джетс», Джонатан забросил шайбу в ворота Ондржея Павелеца, открыв тем самым счёт забитым голам в лиге. В игре с «Виннипегом», помимо шайбы, нападающий сумел отличиться результативной передачей и в итоге набрал 2 очка, за что был удостоен звания первой звезды матча.
В январе 2015 года хоккеист получил приглашение в качестве новичка на Матч всех звёзд НХЛ, где принимал участие только в конкурсе «Суперскиллз». Джонатан по результатам драфта оказался в числе игроков «Сборной Фолиньо». Нападающий представлял свою команду в двух соревнованиях: забегах на скорость и в соревновании буллитов. Друэну удалось проявить себя в забегах на скорость, где он сумел одержать победу над игроком «Сборной Тэйвза» Майком Хоффманом. Результат в 13,103 секунды, с которым Джонатан преодолел дистанцию, также оказался лучшим среди хоккеистов, участвовавших в соревновании.
Перед стартом регулярного чемпионата 2014/15 нападающий стал первым в рейтинге лучших новичков по версии НХЛ. Джонатан считался главным претендентом на «Колдер Трофи», однако проявить себя на должном уровне в дебютном сезоне в лиге ему не удалось. Временами игра Друэна была похожа на ту, которую он демонстрировал в QMJHL, но большую часть регулярного чемпионата он провёл ниже своих возможностей, причём несколько раз его даже не включали в заявку на матчи. «Молнии» в сезоне сумели выйти в плей-офф, где дошли до финала. Друэн уже спустя год после дебюта в НХЛ смог сыграть в решающих матчах за Кубок Стэнли, однако завоевать награду не удалось: его клуб проиграл финальную серию «Чикаго Блэкхокс» со счётом 2:4.
В следующем году «Тампа-Бэй» не попала в плей-офф, а Друэн наряду с Никитой Кучеровым и Виктором Хедманом стал одним из лидеров клуба, набрав 53 очка. По окончании сезона у Джонатана закончился контракт новичка, и руководство «Болтс» из-за проблем с потолком зарплат обменяло игрока в «Монреаль Канадиенс» на защитника Михаила Сергачева (также клубы обменялись драфт-пиками на драфте-2018).
15 июня 2017 года сразу же после обмена «Монреаль» объявил о подписании контракта с Друэном на 6 лет на сумму $ 33 млн.
В сезоне 2022—2023 Друэн сыграл за «Монреаль» 58 матчей регулярного чемпионата НХЛ и набрал 29 (2+27) очков при полезности −18. Перед началом сезона 2023—2024 подписал с «Колорадо» контракт на один год и 825 тысяч долларов.

## Международная карьера
Первым международным турниром для Друэна стал молодёжный чемпионат мира 2013 года. Джонатан в дебютной игре за канадцев сумел отличиться набранными очками, которые заработал за гол и результативную передачу. Тренерский штаб молодёжной сборной Канады из-за локаута в НХЛ сумел привлечь в команду самых сильных игроков в возрасте до 20 лет, однако на турнире канадцы выступили неудачно. Сначала в полуфинале они с крупным счётом 1:5 проиграли американцам, а затем в матче за бронзовые медали в упорной борьбе в овертайме со счётом 5:6 потерпели поражение от россиян. В итоге молодёжная сборная Канады осталась без наград и заняла на чемпионате всего лишь 4 место. Хотя на турнире канадцы не добились приемлемого результата, однако Джонатан сумел проявить себя с хорошей стороны в играх за свою команду.
Спустя год нападающий вновь получил приглашение в состав молодёжной сборной Канады. Перед стартом молодёжного чемпионата мира 2014 года Друэна назначили одним из альтернативных капитанов канадцев. Первенство планеты для канадской сборной вновь оказалось неудачным — команда снова не смогла завоевать награды. Канадцы дошли до полуфинала турнира, где со счётом 1:5 проиграли будущим чемпионам финнам. В матче за 3-е место молодёжная сборная Канады, как и в 2013 году, уступила молодёжной сборной России со счётом 1:2 и впервые в своей истории в третий раз подряд осталась без медалей чемпионата мира среди игроков не старше 20 лет.

## Стиль игры
Друэн в первую очередь среди других игроков на льду выделяется хорошо развитыми ловкими руками. Эксперты неоднократно отмечали хорошую технику хоккеиста, а также уверенный контроль нападающим шайбы. Благодаря умению читать игру, способности взаимодействовать с партнёрами, нестандартному мышлению, голевому чутью и точному броску, Джонатан опасен для противника как в начальной, так и в завершающей стадии атаки. Обладая таким качеством как видение хоккейной площадки, Друэн способен вывести на ударную позицию одноклубников, что позволяет нападающему выступать для партнёров по команде в качестве хорошего ассистента. Хоккеист имеет высокую стартовую скорость, которая даёт ему возможность на льду уходить от опеки защитников соперника. Среди других сильных сторон у Джонатана выделяют ловкость, умение играть хладнокровно и спокойно, способность быстро принимать решения, а также большую самоотдачу и стремление совершенствовать свою игру. За счёт всех вышеперечисленных навыков и качеств хоккеист может демонстрировать высокую результативность. Стиль игры Джонатана часто сравнивают со стилем одного из самых техничных нападающих в современном хоккее Павлом Дацюком. Недостаточно хорошие физические данные и неуверенная игра при обороне собственных ворот считаются основными слабыми сторонами Друэна.

## Вне льда
Джонатан, в отличие от большинства детей, выросших в Квебеке, учился не в франкоязычной школе, а в англоязычной. Согласно Хартии французского языка, граждане Канады, проживающие в Квебеке, обязаны посещать учебные заведения, в которых преподают на французском. Друэн же стал исключением, поскольку его бабушка по отцовской линии англофонка, и по закону Джонатан имел право получить образование на английском. Бриджитт и Серж после переезда в Доллар-де-Ормо в итоге приняли решение отправить сына учиться в одну из англоязычных школ Пьерфона.
Помимо хоккея в межсезонье занимается теннисом. По словам Джонатана этот вид спорта развивает моторную координацию и способствует улучшению работы ног. В свободное время нападающий также интересуется гольфом. Хоккеист следит за выступлениями на турнирах теннисиста Роджера Федерера, а также смотрит за игрой футболиста Лионеля Месси. Своим любимым фильмом Друэн называет картину режиссёра Адама Маккея «Сводные братья», а любимым актёром Джонни Деппа. Джонатан владеет автомобилем модели Ford Mustang чёрного цвета.
Семья нападающего после переезда из Сент-Агат-де-Мона продолжает жить в пригороде Монреаля. Друэн дружит с нападающим клуба «Колорадо Эвеланш» Натаном Маккиннаном. Джонатан и Натан познакомились, когда обоим было по 10 лет, однако тесно общаться хоккеисты начали только во время выступления за «Мусхэдз». В 2011 году именно Маккиннан повлиял на принятие решения Друэном играть в составе «Галифакса». Родные и знакомые характеризуют Джонатана как очень скромного и тихого молодого человека.

## Статистика
| Легенда | Легенда                    | Легенда | Легенда                   | Легенда | Легенда    |
| ------- | -------------------------- | ------- | ------------------------- | ------- | ---------- |
| И       | Количество проведённых игр | Штр     | Штрафное время            | +/−     | Плюс-минус |
| Г       | Голы                       | П       | Голевые передачи          | О       | Очки       |
| -       | Статистика неизвестна      | —       | Статистика не учитывалась |         |            |

### Международная карьера
- Статистика приведена по данным сайта NHL.com

## Достижения

### Командные

#### Юниорская карьера
| Год  | Команда          | Достижение                            |
| ---- | ---------------- | ------------------------------------- |
| 2013 | Галифакс Мусхэдз | Обладатель Президентского кубка QMJHL |
| 2013 | Галифакс Мусхэдз | Обладатель Мемориального кубка        |

### Личные

#### Юниорская карьера
| Год        | Команда          | Достижение                                      |
| ---------- | ---------------- | ----------------------------------------------- |
| 2013       | Галифакс Мусхэдз | Участник Матча всех звёзд CHL                   |
| 2013, 2014 | Галифакс Мусхэдз | Попадание в первую Сборную всех звёзд QMJHL (2) |
| 2013       | Галифакс Мусхэдз | Обладатель «Мишель Бриер Мемориал Трофи»        |
| 2013       | Галифакс Мусхэдз | Обладатель «Поль Дюмон Трофи»                   |
| 2013       | Галифакс Мусхэдз | Обладатель «Майк Босси Трофи»                   |
| 2013       | Галифакс Мусхэдз | Обладатель «Ги Лафлёр Трофи»                    |
| 2013       | Галифакс Мусхэдз | Лучший игрок года CHL                           |
| 2014       | Галифакс Мусхэдз | Лучший ассистент QMJHL                          |

- Список достижений приведён по данным сайта Eliteprospects.com

## Комментарии
1. ↑  «Право выбора на драфте» также обозначается термином «драфтпик».
2. ↑  «Молнии» является прозвищем «Тампа-Бэй Лайтнинг» и употребляется как альтернативное название команды в русскоязычных СМИ[35].